# Карелианит
Карелианитът е рядък минерал, естествена форма на ванадиев(III) оксид, V2O3. От гледна точка на химията е ванадиев аналог на хематит, корунд, есколаит, тистарит, биксбиит, авиценит и итриаит-(Y). 

## Етимология
Карелианитът е открит в богати на сулфиди части от ледници в Карелия, регион на финландско-руската граница. Анализът и първоначалното описание на минерала са публикувани в специализираното списание American Mineralogist през 1963 г. Новооткритият минерал е кръстен на типовото си находище.
Карелианитът може да се свързва с богати на магнезий скали.